# Ziegelstadel (Altmannstein)
Ziegelstadel ist ein Ortsteil des Marktes Altmannstein im oberbayerischen Landkreis Eichstätt.

## Lage
Der Weiler, heute zwei Bauernhöfe, liegt im Jura am westlichen Rand des Hienheimer Forstes und damit an der Grenze des Landkreises Eichstätt zum Landkreis Kelheim hin. Das nächste Dorf ist der westlich gelegene Altmannsteiner Ortsteil Tettenwang.

## Geschichte
Der an einem Weiher gelegene Ziegelstadel zur Herstellung von Ziegeln gehörte zu dem im Jahre 1060 erstmals urkundlich erwähnten Pfarrdorf Tettenwang.
Im neuen Königreich Bayern (1806) kam Tettenwang und damit auch der Ziegelstadel zum Landgericht und Rentamt Riedenburg; um 1830 hatte das Pfarrdorf 49 Häuser zuzüglich des Ziegelstadels. Bis 1930 existierte hier eine Ziegelei und Kalkbrennerei. Danach bestand der Ortsteil aus zwei landwirtschaftlichen Anwesen. Am 1. Mai 1978 wurde Tettenwang und damit auch der Weiler Ziegelstadel im Zuge der Gebietsreform in Bayern in den Markt Altmannstein eingegliedert, der mit der Gebietsreform vom – aufgelösten – oberpfälzischen Landkreis Riedenburg in den oberbayerischen Landkreis Eichstätt kam.

## Einwohnerzahlen
- 1867: 7 (3 Gebäude)[4]
- 1871: 7 (5 Gebäude)[5]
- 1964: 9 (2 Wohngebäude)[6]
- 1987: 9 (3 Wohngebäude, 3 Wohnungen)[7]